# قهوة ايلي
قهوة إيلي (بالإيطالية: illy) هي شركة قهوة إيطالية متخصصة في قهوة الإسبريسو، ومقرها في ترييستي.
تأسست الشركة في عام 1933 على يد فرانشيسكو إيلي، ولا تزال تخضع لسيطرة الأسرة وتوظف حوالي 1200 موظف (2015). عام 2016، بلغ إجمالي إيرادات الشركة 460 مليون يورو. وفي أواخر عام 2019، سعى إيلي كافيه للتوسع في سوق الولايات المتحدة، حيث قدم 20 ٪ من أسهم الشركة للمستثمرين المحتملين.
تقوم شركة إيلي بتسويق قهوتها على مستوى العالم بعلب فضية وحمراء مضغوطة وخالية من الأكسجين؛ تدير مجموعة من المقاهي في شوارع التسوق والمتاحف والمطارات؛ ومنذ عام 2009، قامت بتسويق مجموعة من مشروبات الطاقة بنكهة القهوة باسم إيلي إيسيمو (بالإيطالية: illy issimo).
تقدم شركة إيلي القهوة إما كحبوب كاملة أو بن مطحون، وعلى أشكال تحميص متوسطة وداكنة وخالية من الكافيين؛ بالإضافة إلى أنواع أرابيكا أحادية الأصل، حسب توفرها؛ في كل من البرازيل وغواتيمالا وإثيوبيا وكولومبيا وكوستاريكا ونيكاراغوا وتنزانيا أو الهند. تقدم الشركة بشكل موسمي إيديليوم، وهو نبات أرابيكا منخفض الكافيين يزرع في السلفادور. تقوم الشركة بتعبئة القهوة كحبوب كاملة، وقهوة مطحونة، وعبوات ESE(كبسولة إسبريسو سهلة التقديم)، وكبسولات إيبريسبرسو (بالإيطالية: iperEspresso).
تتحكم عائلة إيلي أيضا في:
- دوموري (منتج شوكولاتة - يوليو 2006) بنسبة 100٪
- دامان فرير (بيت الشاي الفرنسي في أورجيفال في منطقة باريس - مارس 2007) بنسبة 77 ٪.
- ماستروجاني (مصنع نبيذ بمساحة 40 هكتارًا في مونتالسينو - سبتمبر 2008) بنسبة 100٪.

كما تمتلك حصة 40٪ في شركة أجريمونتانا (وهي شركة تعمل في إنتاج المعجنات الفاخرة)، وحصة في Fgel di Firenze (تمتلك 7 صالات آيس كريم مع ماركة بونيتي) بعد أن بيعت حصة 5٪ في متجر جروم للآيس كريم، تم الاستحواذ عليها في نوفمبر 2011. في مارس 2019 ، استحوذت على شركة Prestat، إحدى أشهر شركات الشوكولاتة في المملكة المتحدة ومورد البيت الملكي.

## التاريخ

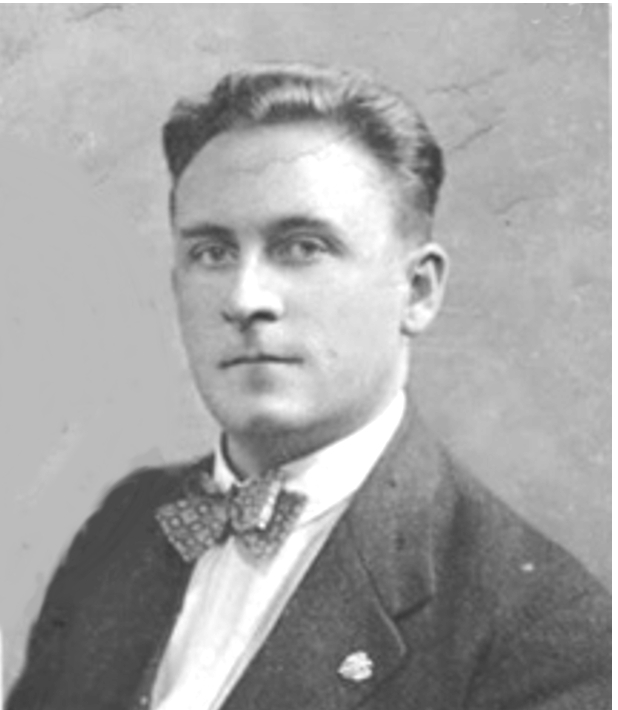
فرانشيسكو إيلي (إيلي فيرينك)، مؤسس الشركة، عام 1930.

أسست شركة إيلي بواسطة فرانشيسكو إيلي، المولود في تيميشوارا في الإمبراطورية النمساوية المجرية، ما يعرف الآن بتيميشوارا، رومانيا. انتقل إيلي لاحقًا إلى ترييستي خلال الحرب العالمية الأولى كضابط في الجيش. بعد الحرب بقي في ترييستي والتي خضعت مؤخرًا للحكم الإيطالي، وفي عام 1933 أسس شركة للكاكاو والقهوة، وركز في النهاية على القهوة، حيث ركز إيلي اهتمامه على الإسبريسو. في عام 1934 اخترع وحصل على براءة اختراع نظام التعبئة والتغليف "الضغط بالغاز الخامل"، من أجل الحفاظ على نكهة القهوة داخل العلبة. في عام 1935 قدم براءة اختراع هندسية لـ إيليتا، آلة إسبريسو احترافية من إيلي.
سرعان ما تم تسويق قهوة إيلي خارج منطقة ترييستي وتم تسويقها في نهاية المطاف في جميع أنحاء إيطاليا. بعد الحرب العالمية الثانية، في عام 1947، انضم إرنستو، نجل فرانشيسكو، إلى الشركة وحصل على الفور على شهادته في الكيمياء من خلال بناء أول مختبر كيميائي للشركة، وكذلك خلق تآزر علمي مع المؤسسات الدولية. في عام 1965 تم بناء المقر الإداري والإنتاجي الحالي للشركة.
في عام 1974، وصلت براءة الاختراع الدولية الثالثة: الكبسولات الورقية التي تُقدم لمرة واحدة من قهوة الإسبريسو، تمهيدًا لقرون القهوة ESE. في الثمانينيات، رأى الجيل الثالث من رواد الأعمال في عائلة إيلي أن ريكاردو إيلي، ابن إرنستو، يجلب قيمة التسويق للشركة، من خلال نهج مبتكر تجاه التوزيع المنظم والانفتاح على أسواق دولية جديدة. في نفس الفترة، كان إرنستو يعدل آلة اختيار لونية ماسية أوتوماتيكية، حتى يتمكن من اختيار حبوب البن المثالية فقط؛ في عام 1988، حصلت إيلي على براءة اختراع لنظام الاختيار الرقمي لحبوب البن.
تشغل أندريا إيلي ابنة إرنستو منصب رئيس مجلس إدارة الشركة حاليًا، كما أن أخت أندريا آنا إيلي والأخوان فرانشيسكو إيلي وريكاردو إيلي في مجلس الإدارة. تتوفر قهوة إيلي على مستوى العالم، مع اختلاف في الاسعار نسبب التعريفات الجمركية العالمية. في عام 1999، أسس إيلي جامعة القهوة المعروفة باسم يونيكافيه في نابولي. لدعم التعليم والبحث والابتكار المتعلقين بالقهوة. تم نقل الجامعة لاحقًا إلى مكاتب الشركة في ترييستي؛ تمتلك يونيكافيه حاليًا 27 فرعًا حول العالم.
إيلي كافيه هي من بين الشركاء الرسميين لمعرض إكسبو 2015 في ميلانو. في عام 2016، ولأول مرة في تاريخ الشركة، تم تعيين ماسيميليانو بوجلياني مديراً تنفيذياً من خارج العائلة، بينما تحتفظ أندريا إيلي بدور الرئيس. كانت شركة إيلي كافيه في عام 2017 الشركة الإيطالية الوحيدة التي تم إدراجها في قائمة "124 شركة الأكثر أخلاقية في العالم'' التي صنعتها Ethisphere.

## الشركة

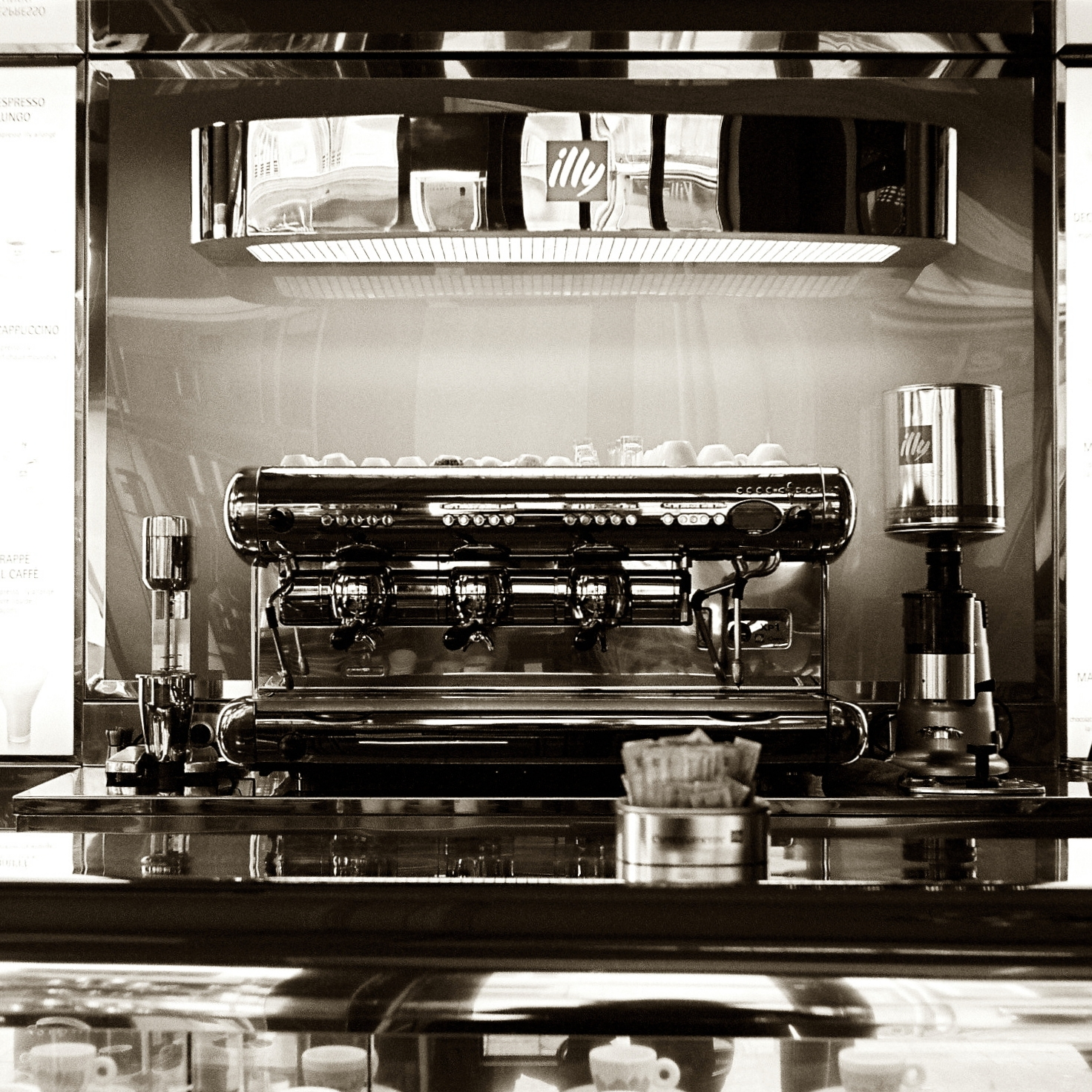
آلة إسبريسو إيلي

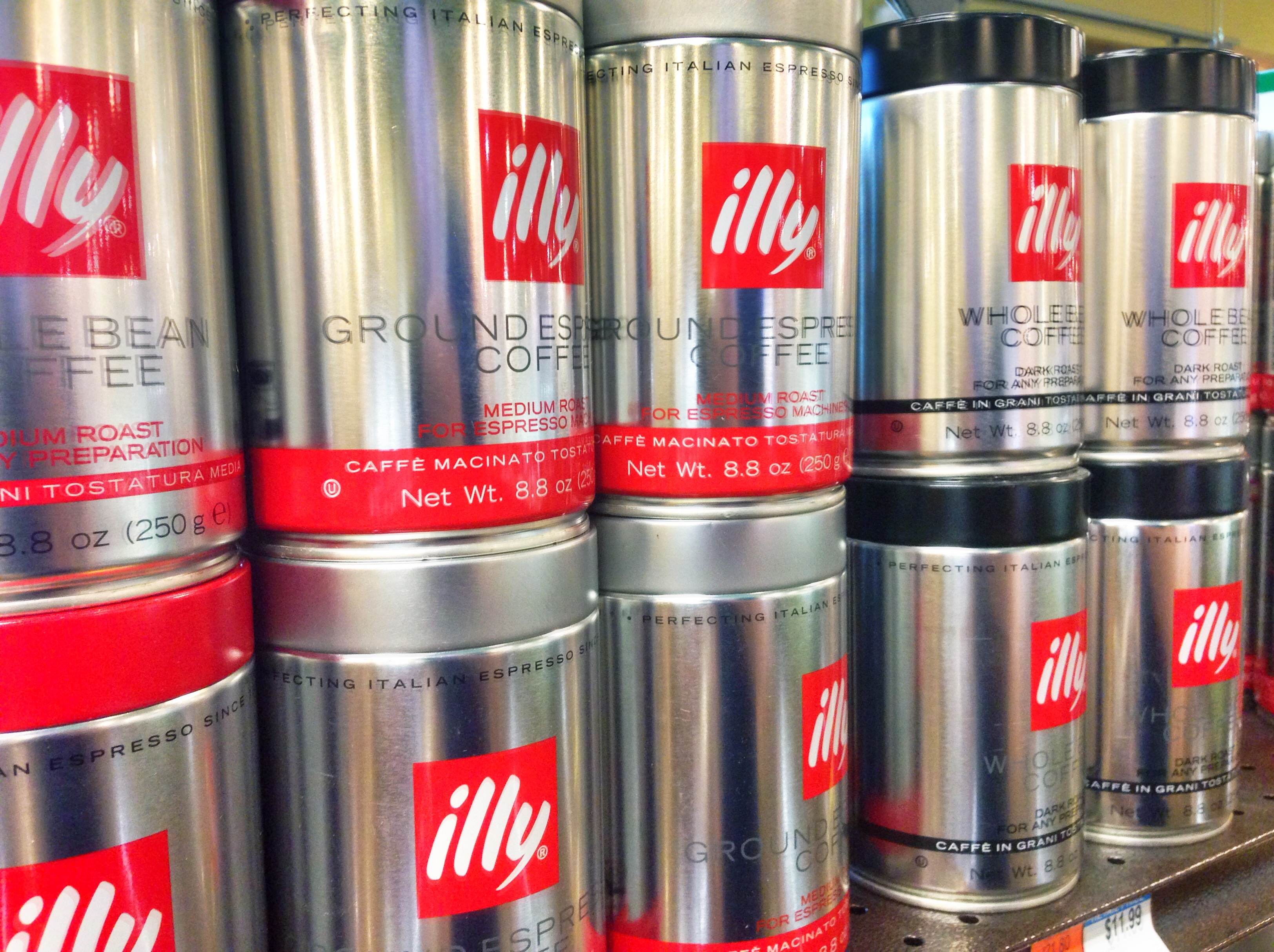
العلب المعدنية من حبوب بن إيلي

تقوم شركة إيلي بتسويق المنتجات المتعلقة بالقهوة في حوالي 140 دولة حول العالم. تتكون شركة إيلي من عدة شركات تقع في أمريكا الشمالية وفرنسا وألمانيا وإسبانيا ودول البنلوكس. توظف المجموعة ما يقرب من 800 شخص في هذه المواقع.
منذ نهاية الثمانينيات، اشترت إيلي حبوب البن الخضراء (الخام) مباشرة من بلدان المصدر، بدلاً من أسواق السلع الدولية. تشتري الشركة حصريًا البن من أنواع أرابيكا، ولا سيما من البرازيل، أكبر منتج في العالم، ولكن أيضًا من كولومبيا والهند ودول في إفريقيا وأمريكا الوسطى. تقدم جامعة إيلي كافيه ("جامعة القهوة") تدريبًا مجانيًا للمزارعين في البرازيل، برنامج مدته تسعة أشهر (أسبوع واحد في الشهر) يتضمن 360 ساعة من المحاضرات. تشتري إيلي ما بين 10٪ و 30٪ من القهوة التي ينتجها مزارعون مدربون في جامعة القهوة بسعر ممتاز، لكنها لا تتطلب أن يبرم المزارعون عقدًا حصريًا مع الشركة.
كانت إيلي أول شركة في العالم تحصل على شهادة مسؤولة سلسلة الإمداد العملية (RSCP) للاستدامة التي تمنحها هيئة تصنيف السفن النرويجية (Det Norske Veritas DNV).
من عام 2004 إلى عام 2012، مولت إيلي كافيه جائزة إرنستو إيلي ترييستي (Ernesto Illy Trieste) للعلوم لتكريم الباحثين العلميين من العالم النامي، بالتعاون مع الأكاديمية العالمية للعلوم (TWAS). ظهرت إيلي في الفيلم الوثائقي الذهب الأسود لعام 2006، في إشارة إلى تسويقها للقهوة من إثيوبيا.

## القهوة ومشروبات الطاقة

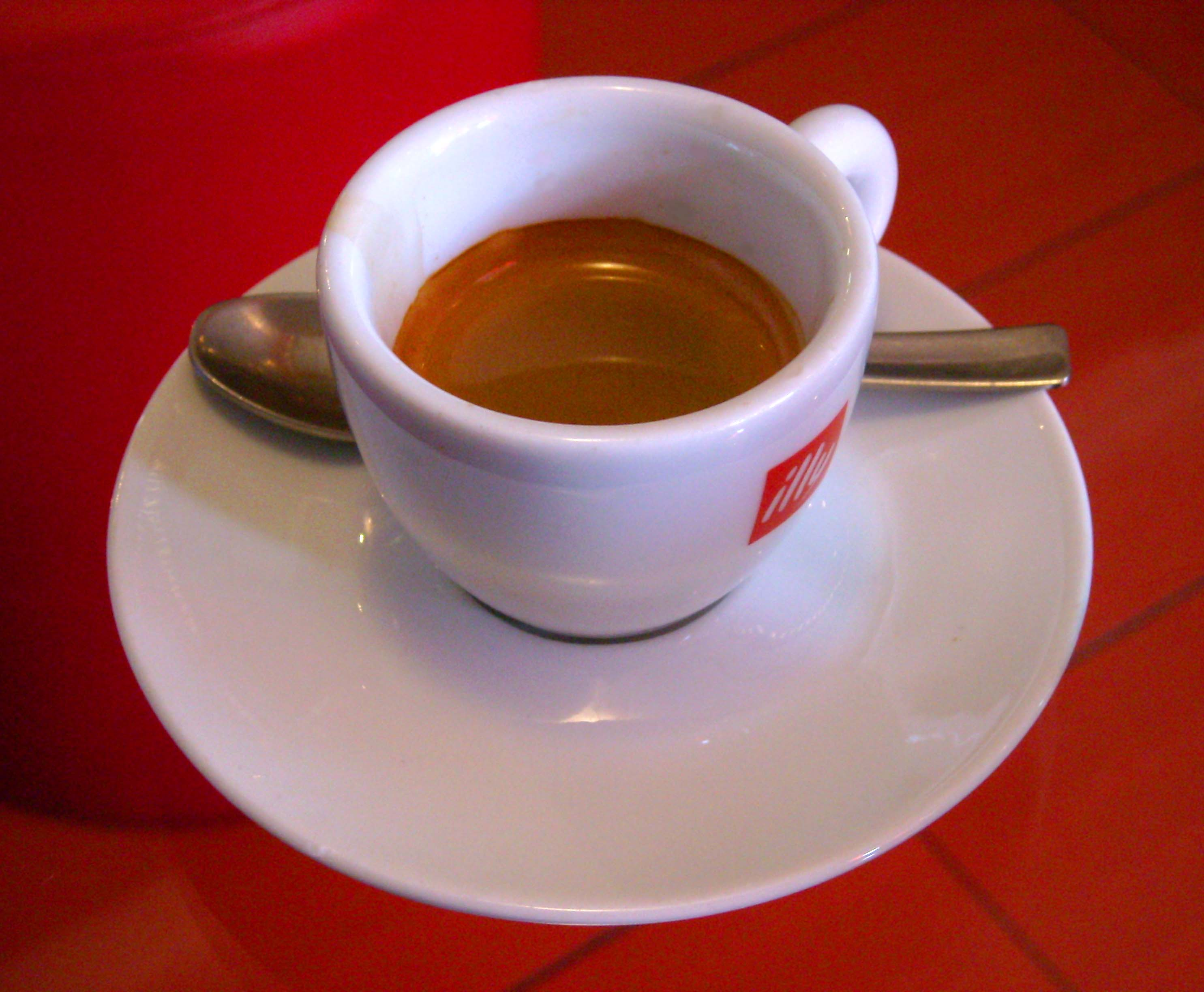

يتم خلط قهوة إيلي من حبوب أرابيكا من مصادر متعددة. تعبأ الحبيبات في عبوات فولاذية ويتم ضغطها بغاز خامل بدلاً من الهواء.
. في عام 2007، ابتكرت إيلي جيلًا جديدًا من كبسولات الإسبريسو، طريقة Iperespresso (مغطاة بخمس براءات اختراع دولية) قادرة على صنع كريمة أكثر كثافة وثباتًا لقهوة الإسبريسو. في 22 مايو 2009، بالشراكة مع شركة كوكاكولا، أطلقت شركة إيلي مجموعة من مشروبات الطاقة بنكهة القهوة تم تسويقها باسم إيلي إيسيمو. في عام 2009 بدأت خطوط إيرتران الجوية في تقديم المشروبات للركاب، والتي أصبحت متوفرة منذ ذلك الحين بخمس نكهات.

## إيلي إيسيمو
مشروب القهوة المُثلجة إيلي إيسيمو (بالإيطالية: illy issimo) هو مُنتج جديد للشركة، ظهر في عام 2009، وهو ثمرة تعاون مُشترك بين شركة إيلي وشركة كوكاكولا العالمية.
تأتي هذه القهوة المُثلجة بخمس نكهات هي:
1. القهوة.
2. القهوة الخالية من السكر.
3. الكابوتشينو.
4. لاتيه ماكياتو.
5. موكاتشينو.

## التعاون الفني
في عام 1992 ، أطلق فرانشيسكو إيلي، شقيق آندريا إيلي، مجموعة إيلي الفنية للتعاون مع فنانين ومصممين مشهورين خارج صناعة القهوة، لإنتاج أعمال فنية لأكواب الشركة؛ تطوير آلات القهوة التي تحمل علامة الشركة التجارية وإنشاء تصوير إعلاني متخصص. روبرت راوشنبرغ، وفرانسيس فورد كوبولا، ودايفيد بيرن، وجيف كونز، ويوكو أونو، وجيمس روزنكويست (مصمم شعار إيلي الأصلي) بالإضافة إلى المهندسين المعماريين ماتيو ثون ولوكا ترازي. ساهموا بالعمل الفني لفنجان القهوة.
كلف فرانشيسكو إيلي، الابن الأكبر لإرنستو، ماتيو ثون بتصميم كأس إيلي الجديد والحالي: ولدت مجموعات إيلي من جديد، مما جعل فنجان إيلي هو بطل العلاقة مع الفن. في عام 1994، أصبحت أندريا إيلي، الابنة الرابعة لإرنستو، المدير الإداري لشركة إيلي كافيه، التي أدى دافعها الابتكاري والثقافي أيضًا إلى تجديد العلامة التجارية التاريخية؛ في عام 1996، كلف فرانشيسكو إيلي جيمس روزنكويست بإنشاء علامة إيلي التجارية الجديدة، مما عزز الاتحاد بين العلامة التجارية إيلي والفن المعاصر.

## البيانات الإقتصادية
في عام 2017، بلغت الإيرادات 467 مليون يورو بزيادة 1.4٪ مقارنة بعام 2016. الصادرات تمثل 65٪.